# Semiothisops macariata
Semiothisops macariata är en fjärilsart som beskrevs av George Francis Hampson 1902. Semiothisops macariata ingår i släktet Semiothisops och familjen nattflyn. Inga underarter finns listade i Catalogue of Life.